# Gromadka (gmina)
Gromadka est une gmina rurale du powiat de Bolesławiec, Basse-Silésie, dans le sud-ouest de la Pologne. Son siège est le village de Gromadka, qui se situe environ 17 km au nord-est de Bolesławiec et 93 km à l'ouest de la capitale régionale Wrocław.
La gmina couvre une superficie de 267,29 km2 pour une population de 5 550 habitants.

## Géographie
La gmina est bordée par les gminy de Bolesławiec, Chojnów, Lwówek Śląski, Pielgrzymka et Zagrodno.
La gmina contient les villages de Borówki, Gromadka, Krzyżowa, Modła, Motyle, Nowa Kuźnia, Osła, Pasternik, Patoka, Różyniec et Wierzbowa.